# Ołeksandra Hrybowska
Ołeksandra Hrybowska (ur. 28 maja 1929 w Śniatynie, zm. 5 maja 1984 we Lwowie) – ukraińska historyk literatury polskiej. Autorka prac z zakresu polsko-wschodniosłowiańskich stosunków literackich. Zainteresowania badawcze Hrybowskiej koncentrowały się na związkach Elizy Orzeszkowej i Stefana Żeromskiego z literaturą rosyjską i ukraińską. Zajmowała się też recepcją twórczości Michaiła Lermontowa, Iwana Turgieniewa i Maksima Gorkiego w Polsce.